# Li Siao-pcheng
Li Siao-pcheng (čínsky pchin-jinem Lǐ Xiǎopéng, znaky 李小鹏; * 27. července 1981, Čchang-ša) je bývalý čínský sportovní gymnasta.
Je držitelem pěti olympijských medailí, z toho čtyři jsou zlaté a jedna bronzová. Dvě zlaté medaile jsou individuální a obě na bradlech, první ze Sydney 2000 a druhá z Pekingu 2008. Druhé dvě zlaté jsou týmové, ze stejných olympiád. Bronz je ze soutěže na bradlech v Athénách roku 2004. Krom toho má osm titulů mistra světa. S gymnastikou začal v šesti letech, v patnácti se dostal do reprezentace. O rok později, v roce 1997, se stal nejmladším čínským gymnastickým mistrem světa. V roce 2019 byl uveden do Síně slávy Mezinárodní gymnastické federace.